# Taliga Ferenc
Taliga Ferenc (Putnok, 1935. november 18. – Salgótarján, 1999. augusztus 23.) magyar labdarúgó, csatár.

## Pályafutása
1956 és 1968 között a Salgótarján labdarúgója volt. 1956. március 4-én mutatkozott be az élvonalban a Vasas ellen, ahol csapata 3:1-re győzött. Tagja volt az 1958-as és 1967-es magyar kupa-döntős csapatnak. Az élvonalban összesen 229 mérkőzésen lépett pályára és 38 gólt szerzett. Emlékére 2005 óta évente U9-es gyermek labdarúgótornát rendeznek Salgótarjánban.

## Sikerei, díjai
- Magyar kupa (MNK)
  - döntős: 1958, 1967[2]